# Pieter Gerhardus Johannes Beijerinck
Pieter Gerhardus Johannes Beijerinck (Nijmegen, 26 januari 1790 – Hellevoetsluis, 29 november 1819) was Nederlands militair in Nederlands-Indië. Hij was een lid van de familie Beijerinck, waarvan veel leden gewerkt hebben in Nederlands-Indië en in de waterbouwkunde.
Hij was op 2 augustus 1808 door Lodewijk Napoleon benoemd tot luitenant bij de Marine en ging in 1815 met het oorlogsschip Admiraal Evertsen (1808) naar Nederlands-Indië om het gebied weer over te nemen van de Engelsen die het in de Franse Tijd bezet hadden. In 1817 stuitten de Nederlanders op de Molukken op hevig verzet. Later kreeg Beijerinck voor zijn inspanningen tijdens deze strijd zijn Militaire Willems-Orde. Tijdens de terugreis naar Nederland zonk de Admiraal Evertsen op 10 april 1819 bij de atol Diego Garcia. Voor de opvarenden begon een lange tocht naar huis. Pieter Gerhardus Johannes reisde met de Cadmus. Hij stierf op de dag dat het schip voor anker ging in de haven van Hellevoetsluis.